# Nicteri de Gàmbia
El nicteri de Gàmbia (Nycteris gambiensi) és una espècie de ratpenat de la família dels nictèrids. Viu a Benín, Burkina Faso, el Camerun, Costa d'Ivori, Gàmbia, Ghana, Guinea, Guinea Bissau, Mali, Mauritània, el Níger, Nigèria, Senegal, Sierra Leone i Togo. El seu hàbitat natural són hàbitats de sabana tant humits com secs. No hi ha cap amenaça significativa per a la supervivència d'aquesta espècie, tot i que està afectada per la pèrdua d'hàbitat, principalment per la conversió de la sabana en terres per a l'agricultura.